# Oxinasphaera epostoa
Oxinasphaera epostoa är en kräftdjursart som beskrevs av Bruce1997. Oxinasphaera epostoa ingår i släktet Oxinasphaera och familjen klotkräftor. Inga underarter finns listade i Catalogue of Life.